# Ayothiapattinam
Ayothiapattinam é uma panchayat (vila) no distrito de Salem , no estado indiano de Tamil Nadu.

## Demografia
Segundo o censo de 2001,  Ayothiapattinam  tinha uma população de 9956 habitantes. Os indivíduos do sexo masculino constituem 50% da população e os do sexo feminino 50%. Ayothiapattinam tem uma taxa de literacia de 67%, superior à média nacional de 59.5%; com 56% para o sexo masculino e 44% para o sexo feminino. 11% da população está abaixo dos 6 anos de idade.